# Jan Ekman
Jan Jörgen "Janne" Ekman, född 8 april 1967 i Helsingfors i Finland, är en finsk-svensk handbollstränare och före detta handbollsmålvakt.

## Klubblagskarriär
Jan Ekman flyttade till Sverige som 12-åring och startade sin handbollskarriär i Skånela IF i Märsta. Han har varit elitseriemålvakt i 24 säsonger och är den som har spelat flest matcher i Sveriges högsta division (nuvarande Handbollsligan), totalt 529 matcher. Han debuterade i dåvarande Allsvenskan 1986 för HK Cliff. Ekman har varit förskonad från skador, sjukdomar och annat och har bara missat fyra matcher sedan han debuterade till 2004. Efter Cliff spelade han i högsta serien även för Irsta HF och IF Guif (nuvarande Eskilstuna Guif), som han lämnade 2004 då klubben bara vill ha honom som ledare. Han ville själv bestämma när han skulle sluta spela och gick till Hammarby IF. Han belönades i Hammarby med två SM-guld 2006 och 2007. Han spelade också en säsong (1997–1998) i Norge för IL Norrøna. Efter Hammarby blev han 2007 spelande assisterande tränare för Eskilstuna Guif i en säsong och lade sedan 2008 ner spelarkarriären för att endast vara tränare. 2010 fick han göra comeback i målet.

## Landslagskarriär
Jan Ekman spelade 1985 till 1987 16 ungdomslandskamper för Sverige. Som seniorspelare representerade han både Finlands och Sveriges landslag, 29 landskamper för Finland och fem landskamper för Sverige åren 1988–1989. Han representerade Finland efter Sverige.

## Tränarkarriär
Ekman inledde tränarkarriären som assisterande tränare i Guif men 2016 blev han assisterande i svenska damlandslaget samtidigt som han blev huvudtränare i Guif. Svenska damlandslaget lämnade han 2020 men han hade då sedan 2019 blivit assisterande i Estlands landslag. I landslaget har han främst varit målvaktstränare.

## Privat
Familjen består av sambon Karin Karlsson, som var lagkapten i Guifs damlag i många år, och barnen Daniel och Marcus Ekman som båda spelat i Guifs seniorlag.